# Waterloo-Zähne

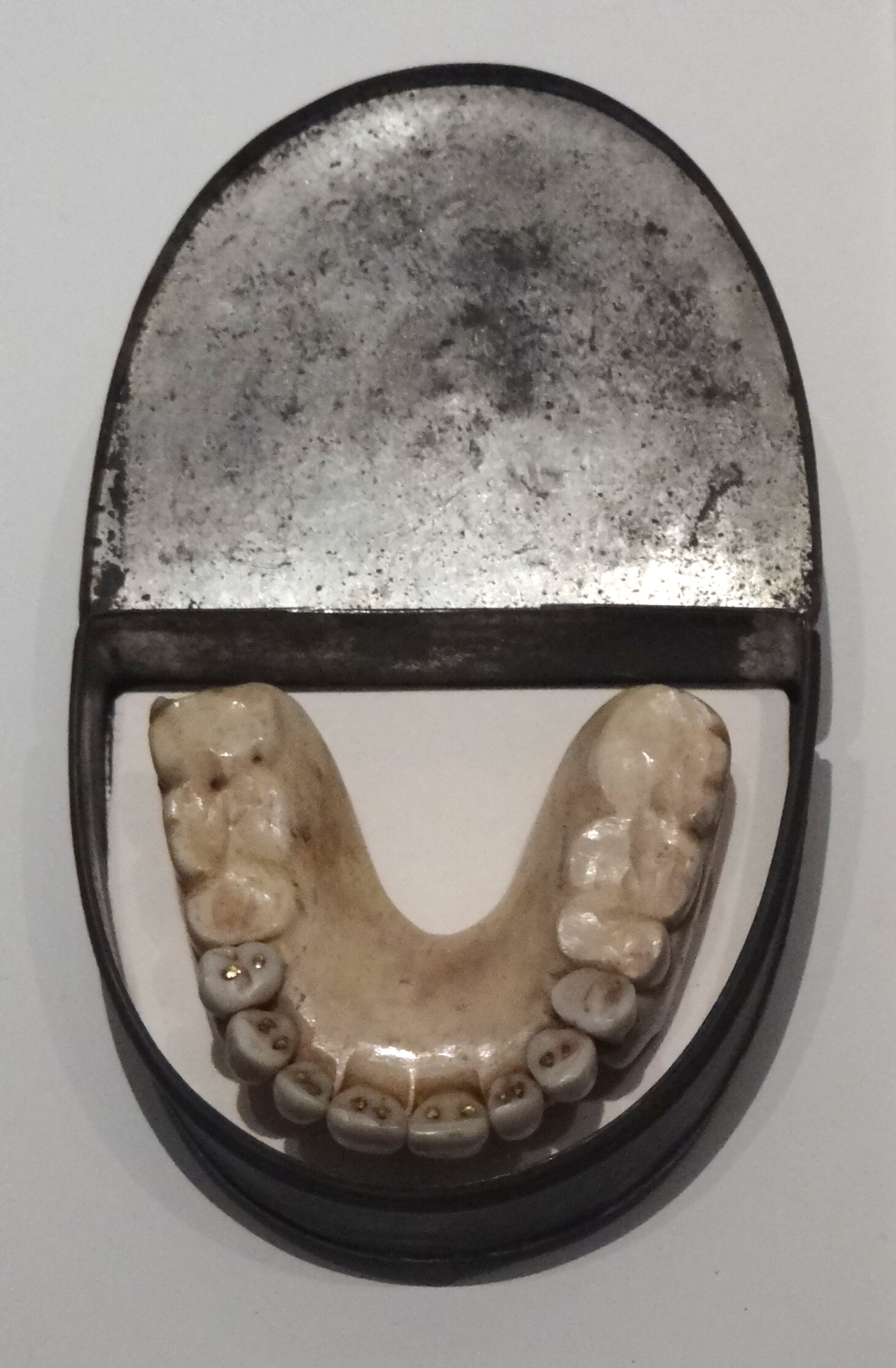
Gebissprothese mit Waterloo-Zähnen, Militärhistorisches Museum der Bundeswehr

Waterloo-Zähne (englisch Waterloo teeth) bezeichnet Zähne, die angeblich den Gefallenen der Schlacht bei Waterloo (1815) entnommen und als Zahnersatz verkauft wurden. Der Begriff ist nicht zeitgenössisch durch Quellen belegbar und entstand vermutlich erst Jahrzehnte später. Außerdem war die Nutzung menschlicher Zähne – sowohl von Schlachtfeldern als auch aus anderen Quellen – schon vor der genannten Schlacht und auch danach gebräuchlich. Der Begriff sollte daher nur unter Vorbehalt genutzt werden.

## Beschreibung und geschichtliche Einordnung
Im frühen 19. Jahrhundert war Elfenbein das übliche Material zur Herstellung künstlicher Zähne und Zahnplatten. Die erstmals in Frankreich von Nicolas Dubois de Chémant gefertigten Porzellanzähne waren demgegenüber zerbrechlich, unnatürlich weiß, und hatten außerdem den Nachteil, zu knirschen, wenn sie gegeneinander rieben. Neben aus anderen Materialien gefertigten Prothesen verkauften einige Zahnärzte, vor allem in Großbritannien, auch menschliche Zähne, die zum Beispiel von Leichenfledderern aus Leichenschauhäusern, von Richtstätten und Friedhöfen erbeutet wurden. Eine weitere bedeutende Herkunftsquelle waren Europas Schlachtfelder. Den gefallenen Soldaten mit gesunden Zähnen entnahm man diese, auch Schlachtfeldgräber wurden später zu diesem Zweck geöffnet.
Der Handel mit solchen "Schlachtfeld-Zähnen" nahm offenbar im Zuge der lang andauernden Koalitionskriege Ende des 18. und Anfang des 19. Jahrhunderts große Ausmaße an. Im Hauptabnehmer-Staat Großbritannien wurde, da der britische Sieg bei Waterloo hier besonders populär war, sogar mit einer – angeblichen – Herkunft der Zähne von diesem Schlachtfeld geworben, die sicherlich oft mehr Werbung als Wahrheit war. Der Jahrzehnte später entstandene und bis heute in populärwissenschaftlichen Werken gerne kolportierte Begriff Waterloo teeth („Waterloo-Zähne“) ist jedenfalls nicht durch zeitgenössische Quellen zu belegen und sollte daher nicht ohne Weiteres genutzt werden. Ob der Amerikanische Bürgerkrieg (1861 bis 1865) ebenfalls als weitere Quelle menschlicher Zähne für den britischen Markt diente, ist nicht sicher belegt. Entsprechende zeitgenössische Zeitungsberichte und populäre Behauptungen konnten bis dato nicht durch Quellen belegt werden.
Nach überlieferten Rechnungen war eine Zahnreihe aus menschlichen Zähnen in England für 20 bis 30 Guineas (entspricht 2025 etwa £ 1.600 bis 2.400) zu erwerben. Echte menschliche Zähne konnten am Träger täuschend natürlich aussehen, wenn sie am Zahnfleisch gut befestigt waren und durch die Lippen teilweise verdeckt wurden.
Die Verwendung menschlicher Zähne als Zahnersatz nahm in der zweiten Hälfte des 19. Jahrhunderts zugunsten von Porzellanzähnen ab. Sie blieben aber ein gebräuchlicher Handelsartikel, wie Auflistungen in Produktkatalogen für den zahnärztlichen Bedarf belegen. Die Beendigung des Handels mit menschlichen Zähnen spätestens in den 1880er Jahren lag vor allem an der Entwicklung besserer Ersatzstoffe, die den Einsatz echter Zähne für Prothesen unnötig machten. Ein weiterer Grund mag der veränderte Umgang mit Kriegsgefangenen und Gefallenen nach der Unterzeichnung der ersten Genfer Konvention vom 22. August 1864 sein. In der Haager Landkriegsordnung von 1907 steht unter Kapitel I. Verwundete und Kranke, Artikel 3 (Pflicht des Siegers): „Nach jedem Kampf soll die das Schlachtfeld behauptende Partei Maßnahmen treffen, um die Verwundeten aufzusuchen und sie, ebenso wie die Gefallenen, gegen Beraubung und schlechte Behandlung zu schützen“, (Reichsgesetzblatt, Nr. 25, 8. August 1907, S. 279 ff.). Dies setzte der Praxis der Leichenfledderei ein offizielles Ende.

## Sammlungen
Zahlreiche Museen und Sammlungen verfügen bis heute über oft falsch als so genannte "Waterloo Zähne" bezeichnete entsprechende Prothesen. Eine Sammlung von Gebissen aus Waterloo-Zähnen befindet sich im Victoria Gallery & Museum in Liverpool. Das Apsley House in London ist im Besitz eines entsprechenden Gebisses des Duke of Wellington.